# هنري إميل بازين
هنري إميل بازين (10 يناير 1829 - 7 فبراير 1917) مهندس فرنسي متخصص في الهندسة الهيدروليكية .

## منشورات مختارة
- هنري دارسي ، هنري بازين ، "البحث الهيدروليكي الذي أجراه السيد هنري دارسي تابعه السيد هنري بازين، القسم الأول: بحث تجريبي على جريان المياه في القنوات المفتوحة. باريس، المطبعة الامبراطورية، 1865
- هنري دارسي، هنري بازين ، القسم الثاني : البحث التجريبي المتعلق بالدوامة وانتشار الأمواج.

## روابط خارجية
- هنري إميل بازين على موقع الموسوعة البريطانية (الإنجليزية)